# Earconbert
Earconbert (na 618 - 14 juli 664) was koning van Kent vanaf 640 tot aan zijn overlijden. Hij was de zoon en opvolger van Eadbald van Kent en diens vrouw Emma. Hij was getrouwd met Sexburga en werd opgevolgd door zijn zoon Egbert I van Kent.
Hij was volgens Beda de eerste koning in Engeland die beelden van traditionele godsdiensten liet vernietigen en de vastentijd verplicht stelde. In 655 stelde hij Deusdedit als de eerste Angelsaksische aartsbisschop van Canterbury aan.
Earconbert en Sexburga hadden vier kinderen:
- Ecgberht, koning van Kent
- Hlothhere, koning van Kent na zijn broer
- St Eorcengota, non in Faremoutiers
- St Ermenhilda, getrouwd met Wulfhere, de koning van Mercia, daarna abdis van Ely.